# Campespin
Campespin es una entidad de población española del municipio de Caneján, perteneciente a la provincia de Lérida, en la comunidad autónoma de Cataluña.

## Historia
Hacia mediados del siglo XIX, el lugar, ya por entonces perteneciente a Caneján, tenía contabilizada una población de catorce habitantes. Aparece descrito en el quinto volumen del Diccionario geográfico-estadístico-histórico de España y sus posesiones de Ultramar de Pascual Madoz con las siguientes palabras:

CAMPESPIN: cas. en la prov. de Lérida, part. jud. de Viella, en el valle de Aran, aud. terr. y c. g. de Cataluña (Barcelona), dióc. de Urgel: sit. entre breñas ásperas y pendientes, con clima muy frio, y ventilado por los aires de N.: las enfermedades comunes, son los catarros. Tiene 3 casas, las cuales dependen en un toto de Canejan (V.): hay 1 fuente junto á ellas, y en el térm. que confina por N. con el vecino reino de Francia y por los otros tres puntos cardinales con Canejan, varias, todas saludables y de buena calidad. El terreno es flojo y árido, no hallándose en él mas que algun prado natural de mala calidad: los caminos dirigen uno á Canejan y otro á Francia, ambos en mal estado. prod.: centeno, maiz, patats y fayol, siendo la principal cosecha la yerba de pastos, en la cual se cria ganado vacuno, cabrio y lanar, siendo este último el preferido: hay caza de liebres, perdices y codornices á su tiempo. pobl.: 3 vec., 14 alm. riqueza y contr.: (V. Canejan.)
(Madoz, 1846, p. 351)

En 2022, la entidad singular de población no tenía empadronado ningún habitante.